# Repubblica Galattica
La Repubblica Galattica (Galactic Republic), dopo la sua fine nota anche come Vecchia Repubblica (Old Republic), è un governo immaginario dell'universo di Guerre stellari. Viene menzionata per la prima volta nel film Guerre stellari come la forma di governo che precedette l'Impero Galattico, e mostrata estensivamente nella trilogia prequel e nelle altre opere ambientate in tale arco temporale.
La Repubblica è descritta come una forma di governo democratica e costituzionale che ha governato sulla galassia per millenni. Pur rappresentata come benevola e tollerante, negli ultimi anni della sua esistenza diventa sempre meno efficiente, corrotta e burocratizzata. È amministrata dal Senato galattico e dal cancelliere supremo.

## Storia
Come affermato in Guerre stellari e nella serie The Clone Wars la Repubblica Galattica è molto antica, andando a perdere le sue origini agli albori della storia della galassia. Nata come poco più di un'alleanza commerciale e difensiva, in breve tempo la Repubblica si trasforma nell'organismo politico principale della galassia ed espande sempre più la sua zona di influenza ai vari mondi della periferia. La Repubblica entra per questo in conflitto con i Sith, una setta di potenti utilizzatori della Forza che mira a conquistare tutta la galassia, ma, grazie al supporto dei guardiani di pace Jedi, riesce sempre a prevalere contro i ripetuti attacchi portati dai suoi avversari. Mille anni prima dell'inizio della trilogia prequel, durante l'ultima grande guerra tra Sith e Jedi, la Repubblica infine cade, ma, con l'apparente distruzione dei Sith, è rifondata subito dopo il conflitto e gode di un lungo periodo di pace e prosperità.
Con la crescita del potere della Repubblica, molti dei senatori diventano sempre più corrotti e interessati solo al proprio tornaconto personale, mentre una crescente burocratizzazione e frammentazione blocca ogni iniziativa e tentativo di governo. Messo di fronte alla sua incapacità di affrontare la crisi di Naboo ne La minaccia fantasma, il cancelliere supremo Finis Valorum subisce un voto di sfiducia e viene rimpiazzato dall'emergente senatore Palpatine, sotto la cui identità si nasconde il signore oscuro dei Sith Darth Sidious, che aveva architettato il piano come prima tappa nella sua conquista della galassia.
Ne L'attacco dei cloni Palpatine manovra gli eventi in modo tale da indurre una parte dei mondi della Repubblica a secedere, formando la Confederazione dei Sistemi Indipendenti e a dare avvio a un conflitto su vasta scala tra questi e la Repubblica, noto come le guerre dei cloni. Per fronteggiare la minaccia, Palpatine istituisce il Grande Esercito della Repubblica, formato da soldati clone, e si conferisce sempre più poteri straordinari. Nel 19 BBY, durante La vendetta dei Sith, Palpatine porta infine a termine il suo piano: accusati i Jedi di stare tramando contro lo Stato, attua un ordine segreto per portare i soldati clone a ribellarsi e uccidere i loro generali Jedi e, dopo aver tolto di mezzo ogni opposizione, riunisce il Senato in una seduta straordinaria e proclama la trasformazione della Repubblica nell'Impero Galattico, ricevendo il consenso della quasi totalità dei senatori.
Con l'avvento dell'Impero le istituzioni repubblicane vengono trasformate o fatte sparire, così da accentrare tutto il potere nelle mani dell'imperatore Palpatine. L'eredità della Repubblica viene però raccolta dall'Alleanza Ribelle, che continua a opporsi all'Impero e che, dopo aver infine rovesciato il suo nemico nelle vittoriose battaglie di Endor e di Jakku, si trasforma nella Nuova Repubblica.

## Ordinamento

L'interno del Senato galattico a Coruscant, con le diverse piattaforme e il podio del cancelliere

La Repubblica Galattica è un'alleanza democratica che riunisce la quasi totalità dei pianeti e sistemi della galassia di Guerre stellari. Il massimo organo legislativo ed esecutivo è il Senato, un organo composto da rappresentanti eletti da tutti i pianeti e popoli della Repubblica attraverso un voto popolare, i quali rimangono in carica per un periodo stabilito di anni. I senatori possono esprimere il loro voto in tutte le questioni governative. I membri del senato eleggono un cancelliere supremo tra le loro file, che ricopre il ruolo di funzionario che presiede al senato e diviene il leader de facto della Repubblica durante il suo mandato. Il Senato può conferire al cancelliere poteri straordinari in caso di emergenza, così come rimuoverlo dall'incarico quando necessario, come descritto in varie opere della trilogia prequel. L'assemblea è suddivisa in comitati specializzati in campi specifici per l'amministrazione del governo, che sono sottoposti al giudizio dell'intera assemblea quando propongono nuove leggi. Il senato ha anche una sorta di potere giuridico, sebbene il ramo giudiziario della Repubblica sia la Corte Suprema.
Il senato si riunisce sul pianeta-capitale di Coruscant in un edificio dedicato. Le sessioni si svolgono in un'enorme sala contenente 1.024 piattaforme, una per ogni senatore, disposte in modo circolare e con al centro il podio del cancelliere. Dietro ogni piattaforma si estendono decine di sale e corridoi, chiamati zona senatoriale, dove i senatori e i loro assistenti possono riflettere e lavorare.

## Forze armate

Bandiera della Repubblica Galattica

Non si conoscono le forze della Repubblica nella sua fase più antica, ma da circa mille anni prima degli eventi della trilogia prequel fino alla crisi separatista essa non ha mantenuto un esercito fisso, affidandosi soltanto a piccoli gruppi di forze armate e ai Jedi per mantenere la pace nella galassia. Con lo scoppio delle guerre dei cloni tra la Confederazione dei Sistemi Indipendenti e la Repubblica, il cancelliere supremo Palpatine promuove la creazione della flotta e del grande esercito della Repubblica. Il nucleo di queste nuove forze armate repubblicane è formato da clone trooper, soldati clone creati a partire dal codice genetico del cacciatore di taglie Jango Fett, che si rivelano superiori ai contemporanei droidi da battaglia dei separatisti e che vengono schierati nei diversi teatri di battaglia al comando dei generali Jedi.
Durante le guerre dei cloni la Repubblica utilizza differenti astronavi e veicoli per usi militari. Gli incrociatori stellari classe Venator e Acclamator costituiscono le navi ammiraglie della flotta e vengono poi riprese dall'Impero Galattico nella creazione degli star destroyer. Altri veicoli di costruzione repubblicana, come gli Y-wing, vengono invece ripresi in seguito dall'Alleanza Ribelle. La Repubblica ha anche a disposizione svariati veicoli terrestri per il combattimento e il trasporto truppe: come l'AT-AP, l'AT-OT, l'AT-RT e l'AT-TE.

## Universo espanso
Nell'Universo espanso, la Repubblica venne fondata prima del 25.000 BBY con la ratificazione della costituzione galattica tra alcuni sistemi dei Mondi del Nucleo. L'unione poté nascere grazie alla tecnologia dell'iperguida, che era stata mutuata dall'Impero Infinito dei rakata dopo la sua caduta e che per prima rese possibile i collegamenti tra i mondi della galassia a velocità superiori a quelle della luce. Purtuttavia la Repubblica si espanse molto lentamente nei suoi primi millenni di esistenza, mentre svariati esploratori mappavano le prime rotte iperspaziali e la mettevano in comunicazione con un sempre maggior numero di sistemi abitati. In questo periodo i Jedi entrano a far parte della Repubblica e ne diventano i guardiani di pace nei vari conflitti che la attraversano.
Nel fumetto Le cronache dei Jedi vengono descritte due importanti guerre mosse dall'ambiziosa setta dei Sith contro la Repubblica e i Jedi: la grande guerra iperspaziale nel 5.000 BBY e la grande guerra Sith nel 4.000 BBY. Negli anni seguenti la Repubblica è scossa dalle guerre mandaloriane del 3.963 BBY, dalla guerra civile Jedi del 3.959 BBY e da una serie di attacchi dei Sith che si susseguono fino a circa il 3.600 BBY, raccontati nei videogiochi Star Wars: Knights of the Old Republic, Star Wars: Knights of the Old Republic II: The Sith Lords, Star Wars: The Old Republic e nel fumetto Knights of the Old Republic. Sotto la minaccia dei Sith la Repubblica sembra più volte sul punto di cadere, ma riesce sempre a prevalere anche grazie all'aiuto dei Jedi.
Dal 2.000 BBY la Repubblica Galattica deve fronteggiare una nuova offensiva Sith, i quali arrivano nel corso di un millennio a estendere il loro controllo su gran parte della galassia. Come raccontato nella trilogia di romanzi di Darth Bane, poi, nel 1.000 BBY i contrasti interni tra i diversi signori della guerra Sith e le macchinazioni di Darth Bane causano la sconfitta e la quasi totale estinzione dei Sith nella battaglia di Ruusan. Dopo la vittoria la Repubblica promuove la riforma di Ruusan, sciogliendo tutto il suo comparto militare per affidarsi interamente alla protezione dei Jedi, i quali vengono posti sotto l'autorità diretta del governo repubblicano. Segue un lungo periodo di pace e prosperità, che dura fino allo scoppio delle guerre dei cloni nel 22 BBY.